# Seznam dogodkov v Areni Stožice
Seznam prireditev v Areni Stožice.

## Pretekli dogodki

### 2010
*V letu 2010 se je v Areni Stožice zbralo več kot 183.000 gledalcev.

### 2011
*V letu 2011 se je do danes v Areni Stožice zbralo 429.100 gledalcev.

### 2012
*V letu 2012 se je do danes v Areni Stožice zbralo 227.279 gledalcev.